# Методология науки
Методоло́гия нау́ки, в традиционном понимании, — это учение о методах и процедурах научной деятельности, а также раздел общей теории познания (гносеологии), в особенности теории научного знания (эпистемологии) и философии науки.
Методоло́гия, в прикладном смысле, — это система (комплекс, взаимосвязанная совокупность) принципов и подходов исследовательской деятельности, на которые опирается исследователь (учёный) в ходе получения и разработки знаний в рамках конкретной дисциплины — физики, химии, биологии и других научных дисциплин. Не следует путать методологию с методикой.
Основная задача методологии науки заключается в обеспечении эвристической формы познания системой строго выверенных и прошедших апробацию принципов, методов, правил и норм.  
Методологически наука парадигмально отличается от т.н. «здравого смысла» обыденных представлений, относится скептически к «очевидному», ничего не принимает на веру. Познание понимается как построение моделей восприятия действительности. Построение теоретических моделей — главная «сила» науки, позволяющая рассматривать эвристические подтверждения теории в качестве критерия истины в смысле адекватности описания действительности.
В частности, для достижения успеха в исследовательской деятельности (например, в области правоведения) учёный должен овладеть «секретом» метода и обладать эвристической технологией научного мышления. Овладеть существующей методологией необходимо, потому что далеко не каждый исследователь может создать собственную, оригинальную методологию научного исследования, у которой нашлось бы достаточно последователей, чтобы он мог заявить с полным на то основанием о создании собственной научной школы. Поэтому основная часть исследователей должна примкнуть к существующим направлениям (методикам), используя проверенные методологические приёмы для достижения научных результатов.

## Специфика развития
Наиболее существенный вклад в разработку методологии науки внесли Платон, Аристотель, Бэкон, Декарт, Кант, Гегель и другие классики философии. В то же время в работах этих авторов методология науки представала в обобщенном и слабо различенном виде, совпадая с исследованием общей идеи научности и её базовых принципов. Начала не просто теории познания, но именно научного метода заложили скептики, которые первыми осознали его суть: ничего не принимать на веру, постоянно искать истину и сомневаться в «очевидном». Скептики также первыми осознали важность проблемы критерия истины и сочли верным подход, когда истина заключается именно в соответствии мышления и действительности.
Аристотель и Бэкон классифицируют научное знание и предлагают два основных метода получения достоверной информации о природе и человеке: логико-дедуктивный и экспериментально-индуктивный. И.Кант разрабатывает общие границы познавательных способностей, а Шеллинг и Гегель пытаются создать универсальную систему научного знания. Данные исследования имели более отвлеченный характер, в силу того, что наука не играла вплоть до сер. XVIII — н. XIX какой-либо существенной практической роли в социальной жизни.
Вместе с прогрессом общественных отношений и выдвижением технологической сферы и промышленного производства на передний план в социуме наука приобретает большое значение в отношении разработок новых технологий и рациональных принципов упорядочивания форм производственной деятельности. Обретают реальный смысл так же и теоретические исследования в области методологии науки. В работах Конта, Спенсера, Дюркгейма и других авторов разрабатываются уже не просто принципы общенаучного знания, но конкретные варианты методов научно-познавательной деятельности, причем во многом ориентированной на мир социальных связей и отношений.
Особое значение в становлении методологии науки имели исследования Буля, Фреге, Пирса в области логико-математического знания. Эти авторы заложили основы формализации норм и процедур мыследеятельности, тем самым раскрыв пространство формализации и математизации логического знания и позволив использовать логико-методологические наработки естествознания в гуманитарных науках.
Не меньшее значение имело становление электродинамики, релятивистской и квантовой механики, поставивших под вопрос основы классической физики Ньютона. Открытия Фарадея, Максвелла, Эйнштейна, Планка и других ученых позволили не только внести ясность в природу некоторых фундаментальных явлений и процессов (электричество, свет и др.), но повлияли на область методических установок науки в целом. В частности, развитие квантово-релятивистской механики привело к возобладанию сугубо математических подходов к выдвижению и обоснованию теоретических положений. Такие положения служили уже не просто целям обобщения групп экспериментальных данных наблюдения, но выступали самостоятельными регулятивами научно-познавательного процесса. Выдвижение сугубо умозрительных конструкций стало признаваться равноправным участником научного исследования наряду с наблюдением и экспериментом и зачастую даже более предпочтительным, поскольку позволяло сокращать время между выдвижением теории, её разработкой и проверкой на практике.
Все это привело к бурному прогрессу науки в XX веке, превращению её из сугубо познавательного интереса любителей «чистой истины» в сферу профессиональных отношений.

## Важные понятия
- научный метод (от греч. methodos) — совокупность основных способов получения новых знаний и методов решения задач в рамках любой науки
- теория (от греч. theoria наблюдение, исследование) — это сложное многоаспектное явление, которое включает:
  - обобщение опыта, общественной практики, отражающее объективные закономерности развития природы и общества
  - совокупность обобщенных положений, образующих какую-либо науку или её раздел
- гипотеза (от греч. hypothesis основание, предположение) — это научное предположение, выдвигаемое для объяснения какого-либо явления и требующее проверки на опыте, а также теоретического обоснования для того, чтобы стать достоверной научной теорией
- наблюдение — целенаправленное восприятие, обусловленное задачей деятельности, а в частности в науке — восприятие информации на приборах, обладающее признаками объективности и контролируемости за счет повторного наблюдения, либо применения иных методов исследования (например, эксперимента)
- эксперимент (от лат. experimentum — проба, опыт) — это поставленный опыт, изучение явления в точно учитываемых условиях, позволяющих следить за ходом явления и многократно воспроизводить его при повторении этих условий